# Salix tarbagataica
Salix tarbagataica — вид квіткових рослин із родини вербових (Salicaceae).

## Морфологічна характеристика
Це кущ до 5 метрів заввишки. Гілочки жовтуваті, голі. Листки на ніжках 3–8 мм, голих; листкова пластинка зворотно-яйцювато-видовжена чи зворотно-ланцетна, 4–6 × 1–1.5 см, обидві поверхні зеленуваті, голі, край цільний або віддалено неглибоко зубчастий дистально, верхівка загострена. Сережки конічні, 2–3 см. Чоловіча квітка: тичинок 2. Жіноча квітка: зав'язь яйцеподібна, запушена, майже сидяча. Коробочка щільно-сіро вовниста.

## Середовище проживання
Китай [пн. Сіньцзян], Казахстан. Населяє береги річок; на висотах 1400–1500 метрів.